# Portrait d'Henri Rochefort
Le Portrait d'Henri Rochefort est une peinture à l'huile sur toile (61 × 50 cm) de Giovanni Boldini, peintre italien installé à Paris. Datable vers 1880, l'œuvre est conservée au musée d'Orsay à Paris depuis 1977.

## Contexte
Henri Rochefort (1831-1913), polémiste, militant républicain et député français, était surnommé « l'homme aux vingt duels et trente procès » en raison de ses positions intransigeantes, parfois extrêmes. Après la Commune de Paris, il est déporté au bagne de Nouvelle-Calédonie, à Nouméa, d'où il s'évade pour rejoindre l'Australie, épisode romanesque qui lui vaut une grande notoriété. À la suite de l'amnistie des Communards, il rentre à Paris en 1880 et redevient un personnage en vue. Édouard Manet présente son portrait au Salon des artistes français de 1881 ; le tableau est plutôt mal reçu par la critique et par Rochefort lui-même, tandis que celui que réalise Boldini un an plus tard rejoint immédiatement sa collection. En tant qu'Italien, ce dernier est sans doute moins directement concerné par ce que représente Rochefort pour la France. 

## Analyse
Le portrait de Boldini est très proche de celui de Manet par sa composition. Il ne cherche pas à en faire un symbole politique mais à mettre en valeur sa physionomie particulière. Son front ample sous des cheveux ébouriffés, ses traits tendus et nerveux, son regard perçant donnent une image très vivante du modèle qui est très appréciée de celui-ci.
Ce portrait témoigne déjà de la pleine acceptation du costume « moderne  », non pas appréhendé comme un obstacle mais comme un outil de valorisation de l'expression du visage. La masse sombre de la veste discrètement animée par le passepoil des revers se dissout dans le fond neutre, tandis que le col droit de la chemise illumine le visage, que caractérisent le volume du front couronné d'une chevelure drue grisonnante, la vivacité pleine de défi du regard clair et l'intransigeance de la bouche mince.